# Aeroportul Williams Harbour
Aeroportul Williams Harbour (IATA: YWM) este un aeroport din William's Harbour⁠(d), Newfoundland și Labrador, Canada ce deservește zona William's Harbour⁠(d).
Situat la o altitudine de 22 m, aeroportul dispune de o singură pistă. Este operat de government of Newfoundland and Labrador⁠(d).